# Nadjma Yassari
Nadjma Yassari (* 6. März 1971 in Teheran) ist eine Juristin und Professorin an der Universität Hamburg. Sie ist Leiterin der interdisziplinären Forschungsgruppe „Das Recht Gottes im Wandel – Rechtsvergleichung im Familien- und Erbrecht islamischer Länder“ am Max-Planck-Institut für ausländisches und internationales Privatrecht in Hamburg.

## Leben
Yassari wurde 1971 in Teheran geboren, wuchs in Wien auf und besuchte die französische Schule in Wien. Sie studierte Rechtswissenschaft am Wiener Juridicum, der Université René Descartes Paris V und der Universität Innsbruck. In Innsbruck promovierte Yassari 1999 mit einer Arbeit über die Vertragsfreiheit in islamischen und westlichen Rechtskulturen.
Von 1997 bis 1998 war Yassari an der School for Oriental and African Studies (SOAS) und von 2000 bis 2001 an der Universität Damaskus in Syrien für einen Forschungs- und Sprachaufenthalt. Im Juli 2016 wurde sie mit einer rechtsvergleichenden Arbeit zum islamischen Familienvermögensrecht von der Universität Hamburg habilitiert, mit der venia legendi für die Fächer Rechtsvergleichung, Internationales Privatrecht und Islamisches Recht. Im November 2021 wurde sie von der Universität Hamburg zur Professorin ernannt.
Seit 2000 ist sie Referentin für das Recht islamischer Länder am Max-Planck-Institut für ausländisches und internationales Privatrecht in Hamburg. Ihre interdisziplinäre Forschungsgruppe „Das Recht Gottes im Wandel - Rechtsvergleichung im Familien- und Erbrecht islamischer Länder“, widmet sich der Rechtsvergleichung im Familien- und Erbrecht islamischer Länder. Ziel ist es, die dortigen Transformationsprozesse und Reformen im Familien- und Erbrecht langfristig wissenschaftlich zu begleiten.
Im Jahr 2016 errichtete Yassari ein Informationsportal zum Familienrecht in Syrien und im Irak. Das Projekt wurde finanziell vom Bundesministerium der Justiz und für Verbraucherschutz (BMJ) unterstützt.

## Veröffentlichungen (Auswahl)
als Autorin
- Die Brautgabe im Familienvermögensrecht. Mohr Siebeck, Tübingen 2014, ISBN 978-3-16-153423-2.
- Wie privat darf die Scheidung sein? Fachinformationsdienst für internationale und interdisziplinäre Rechtsforschung, Staatsbibliothek zu Berlin – Preußischer Kulturbesitz, 2017.
- The Shari'a in the Constitutions of Afghanistan, Iran and Egypt – Implications for Private Law. Mohr Siebeck, Tübingen 2005, ISBN 978-3-16-148787-3.

als (Mit-)Herausgeberin
- mit Jürgen Basedow (Hrsg.): Iranian Family and Succession Laws and their Application in German Courts. Mohr Siebeck, Tübingen 2004, ISBN 978-3-16-148430-8.
- mit Jens M. Scherpe (Hrsg.): Die Rechtsstellung nichtehelicher Lebensgemeinschaften – The Legal Status of Cohabitants (= Beiträge zum ausländischen und internationalen Privatrecht, Band 81). Mohr Siebeck, 2005, ISBN 978-3-16-148705-7.
- Changing God's Law: The dynamics of Middle Eastern family law. (Islamic Law in Context), Routledge, 2016, ISBN 978-1-4724-6495-8.
- mit Lena-Maria Möller (Hrsg.), Imen Gallala-Arndt (Hrsg.): Parental Care and the Best Interests of the Child in Muslim Countries.  T. M. C. Asser Press, Den Haag 2017, ISBN 978-94-6265-173-9.
- Filiation and the Protection of Parentless Children: Towards a Social Definition of the Family in Muslim Jurisdictions.  T. M. C. Asser Press, Berlin 2019, ISBN 978-94-6265-310-8.
- mit Ralf Michaels (Hrsg.): Die Frühehe im Recht. Mohr Siebeck, Tübingen 2021, ISBN 978-3-16-159877-7.
- mit Marie-Claire Foblets (Hrsg.): Normativity and Diversity in Family Law: Lessons from Comparative Law (= Ius Comparatum – Global Studies in Comparative Law, 57). Springer, Cham 2022, ISBN 978-3-030-83105-9.